# Brachymeles tridactylus
Espèce
Statut de conservation UICN

 LC  : Préoccupation mineure
Brachymeles tridactylus est une espèce de sauriens de la famille des Scincidae.

## Répartition
Cette espèce est endémique des Philippines. Elle se rencontre sur les îles de Negros, de Panay, de Boracay, de Romblon et d'Inampulugan.

## Publication originale
- Brown, 1956 : A revision of the genus Brachymeles (Scincidae), with descriptions of new species and subspecies. Breviora, vol. 54, p. 1-19 (texte intégral).